# Señal Real de Aragón

Señal Real de Aragón.

Señal Real de Aragón o Señal del Rey de Aragón (en aragonés y catalán escrito habitualmente con la grafía Senyal Reyal o Senyal Reial), conocido tradicionalmente en español desde antiguo como barras o palos de Aragón, es un escudo de armas o composición heráldica que reproducida gráficamente alterna cinco franjas verticales de color amarillo con cuatro franjas de color rojo, y cuya descripción o blasón es el siguiente:

en campo de oro, cuatro palos de gules

Durante la Edad Media fue usado como emblema personal distintivo de los soberanos de la Corona de Aragón y sus descendientes, así como de su dignidad de Rey de Aragón, siendo difundido progresivamente su uso en otros ámbitos al integrarse en las armas de diferentes linajes nobiliarios por transmisión, así como en órdenes religiosas y escudos de villas y ciudades, mediante concesión real. Igualmente, y a partir de los Reyes Católicos su uso quedó asociado a las armas de los reyes de España y consecuentemente, integrado más tarde en el Escudo nacional de España. Con evidencias constatables a partir de fines del siglo XV d. C., su atribución fue reivindicada por las varias entidades territoriales ibéricas que conformaban la Corona de Aragón, acentuándose las controversias en este campo en el siglo XIX d. C. y XX d. C.. Tras la constitución del estado autonómico tras la Transición española, el símbolo fue adoptado oficialmente por las comunidades de Aragón, Islas Baleares, Comunidad Valenciana y en Cataluña, como emblema de la Generalidad, si bien, es usado también de manera oficiosa territorialmente.

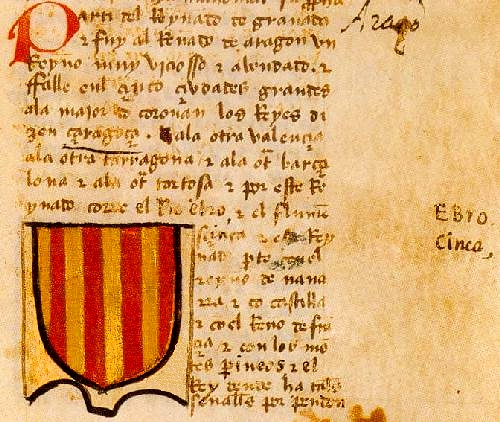
El Señal Real en el Libro del conocimiento (h. 1385), que muestra un escudo de oro palado de gules referido en el texto: «Partí [...] e fui al reinado de Aragón, un reino muy viciosso e abondado. E fallé en él cinco cibdades grandes. A la mayor, do coronan los reyes, dizen Çaragoça. A la otra Valenzia, a la otra Tarragona et a la otra Barçalona e a la otra Tortosa. [...] E el rey dénde ha por señales nueve bastones amarillos e bermejos atales».

La primera denominación para el emblema está documentada en la concesión de Alfonso II de Aragón de unos privilegios a la villa occitana de Millau en 1187, entre los que se encontraban el uso de su enseña real, a la que denomina «vexillum nostrum» ('nuestra enseña'); poco después los cónsules elaboran un sello cuya cara correspondiente a la subscripción regia llevaba la leyenda SIGILLU[M] R[EGIS] ARAGON[ENSIS] COMITIS BA[RCHINONENSIS ET MARCHIONIS PROVI]NCIE rodeando al escudo del Rey exento, no decorando el arma defensiva sostenida por su representación ecuestre, en el caso más antiguo conocido de «escudo de armas» como emblema de esta tipología; más tarde, antes de 1196 (año de la muerte de Alfonso II el Casto), se realiza una nueva matriz en cuya cara Real figura la leyenda S AN[FONSI REGIS AR]AGONENSIS rodeando al escudo armero. En el siglo XIII d. C., la denominación más habitual para el signo será la de «señal real» en romance y «signum regium» en latín. Los reyes de Aragón usarán el giro «nuestro señal real». También se conocerá popularmente como «barras de Aragón» —o (en su forma de bandera) como la «cuatribarrada»— aunque en heráldica se emplea el vocablo «barra» para referirse a una franja diagonal, mientras que palo es el término técnico heráldico que alude a una franja vertical. Sin embargo en España la voz más habitual para denominar a las piezas verticales hasta el último cuarto del siglo XIV d. C. será la de «bastones», que es la preferida por Pedro IV de Aragón en sus Ordinaciones y otras obras producidas por el escritorio real, como la Crónica de San Juan de la Peña. Solo a fines del siglo XIV d. C. y en círculos cultivados, comienza a utilizarse el tecnicismo «palos», usual en la heráldica francesa, y que se documenta para el emblema real a partir de 1382 en una descripción armera de Bernat de So y prolonga su uso durante el siglo XV d. C., testimoniándose en el Cancionero de Pedro Marcuello.
Su origen, descrito en algunas leyendas, es explicado en diferentes teorías, algunas contradictorias y todavía objeto de controversia. Las evidencias más antiguas conservadas de este símbolo se encuentran en los siete sellos de Ramón Berenguer IV (1113?-1162), conde de Barcelona y príncipe de Aragón, estudiados por Tomás Muñoz y Rivero en 1856, que datan al menos del año 1150, año de la impronta más antigua de ellos y contemporánea al surgimiento de algunos de los emblemas heráldicos más antiguos conocidos. En 1982, el hallazgo del emblema en las decoraciones que acompañan a la tumba de Ramón Berenguer II (1053-1082) en la catedral de Gerona fue presentado por algunos especialistas como evidencia de su origen asociado a los soberanos del condado de Barcelona justificándose por extensión, su reivindicación controvertida como símbolo exclusivo de Cataluña.
Junto con las entidades españolas, incluyendo numerosos municipios distribuidos por toda la geografía, y en particular, en las regiones de la antigua corona de Aragón, el emblema de los palos es empleado también en otros países: está integrado en las armas de Andorra y en el símbolo de las regiones francesas de Languedoc-Rosellón y Provenza-Alpes-Costa Azul y de los departamentos de Pirineos Orientales y Lozère, así como en los de diversas poblaciones de estos territorios, como Formiguères, Latour-de-Carol, Le Perthus o Barcelonnette; aparece también en las provincias italianas de Reggio Calabria, Catanzaro y Lecce, y especialmente como enseña abreviada en Nápoles. También aparece en villas y ciudades de América Latina.
Derivado del escudo de armas, también se encuentran diferentes aplicaciones vexilológicas, en forma de estandartes o banderas como la señera, término que se dio al Señal Real por antonomasia en los territorios no castellanoparlantes de la Corona de Aragón.

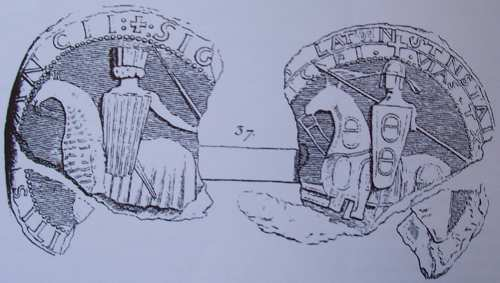
El sello de Nuño Sánchez, de tipo ecuestre, le representa, por un lado, llevando las armas de Aragón, herencia de su padre Sancho I de Cerdaña, hijo de Ramón Berenguer IV y la reina Petronila de Aragón; y por el otro, llevando las armas de la Casa de Lara, la familia de su madre.

## Historia

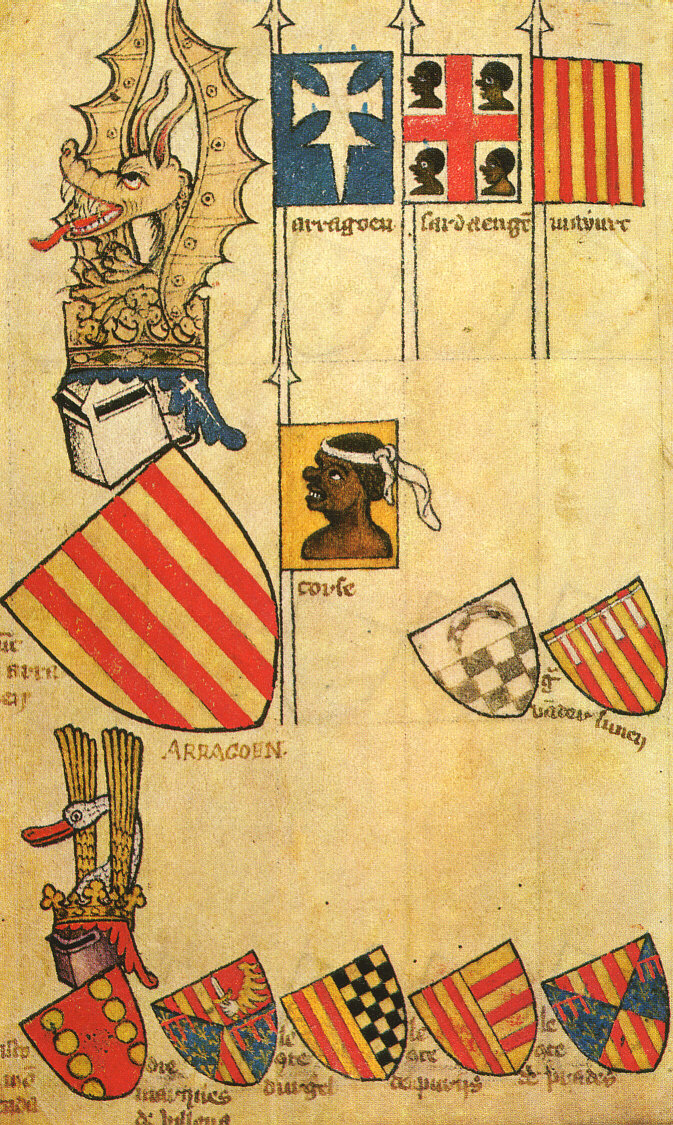
El Señal Real fue durante la Edad Media empleado como símbolo personal o dinástico. En este caso, aparece en el folio 62r del Armorial de Gelre (1370-1395) timbrado con yelmo, mantelete, corona y cimera en forma de dragón, aludiendo a Pedro IV de Aragón, nombrado Die Coninc v. Arragoen ('El Rey de Aragón'), junto con otros emblemas asociados a diferentes vasallos.

Se tiene noticia del distintivo desde los inicios de la heráldica en el siglo XII d. C., y por tanto se considera uno de los emblemas heráldicos más antiguos, aunque su origen y significado es confuso y discutido. Algunos historiadores lo atribuyen al linaje de Aragón, mientras que otros a la Casa de Barcelona, al surgir en el momento de la unión dinástica de la casa real aragonesa y la condal barcelonesa con la unión entre la descendiente del rey Ramiro II, Petronila de Aragón, y el heredero de la casa de Barcelona y conde de Barcelona, Ramón Berenguer IV.
En cualquier caso, el rey Pedro el Ceremonioso considerará el Señal Real como asociado al linaje condal. Hacia finales del siglo XIV d. C. comenzará un proceso, entre las altas esferas de poder y administración política de la monarquía, que lo llevará de modo progresivo a su consideración como escudo territorial asociado a cada uno de los distintos estados de la Corona, lo cual no necesariamente significará que en los siglos posteriores esta asociación territorial sea exclusiva ni privativa de uno de los estados en relación con los demás. De hecho, la territorialización del Señal Real tuvo lugar paralelamente tanto en el principado de Cataluña, como en Valencia y, aunque en menor medida debido a la competencia con la Cruz de Alcoraz o la Cruz de Íñigo Arista, en Aragón.
Hasta el siglo XIV d. C., cuando las ordenaciones de Pedro IV de Aragón regulan su uso, el número de palos no fue fijo, y podía variar por razón del gusto del artista o las necesidades materiales del espacio o funcionalidad requerida. La representación del emblema hasta las disposiciones de Pedro IV el Ceremonioso fue muy inestable. Hasta la segunda mitad del siglo XIV d. C. era común blasonarlo como un palado sin distinción entre el campo y las piezas, con lo que a menudo el número de estas era par y, por tanto, asimétrico según las convenciones heráldicas que fueron fijadas posteriormente. Entre el siglo XII d. C. y XIV d. C. predominó un palado continuo de piezas pares que dependía de las medidas del escudo, habitualmente compuesto por seis bastones (la denominación habitual en España hasta el último cuarto del siglo XIV d. C. para las divisiones verticales) alternados amarillos y rojos, lo que originó a partir de la segunda mitad del siglo XIII d. C. una mayor frecuencia de un escudo con tres palos de gules, hasta el punto de que es Pedro IV quien fija una diferencia en la forma para el escudo real (ya denotando fundamentalmente la dignidad de Rey de Aragón) que lo distinga de otros anteriores, como el de los Foix, que, en palabras de Menéndez Pidal de Navascués «no tendría el carácter de diferencia frente a los cuatro de los reyes, sino al contrario justamente». De hecho, el primer blasonado data de comienzos del último cuarto del siglo XIII d. C. y se documenta como Le Roy d'Arragon palé de or et de goules (El Rey de Aragón palado de oro y gules) en el Walford's roll (c. 1275); poco después, el Camden roll, precisa que el palado es de ocho piezas. Menéndez Pidal de Navascués, a este respecto, señala que durante todo el reinado de Jaime I de Aragón, el Señal Real contiene dos, tres, cuatro y hasta seis palos, y precisa:

El modo de representar el escudo con los palos es, en esta primera época, muy variable. Aparecen como indistintas las formas del palado y de los palos (número impar de divisiones) y en todos varía el número de piezas. Poco a poco la forma de los palos acaba prefiriéndose a los escudos palados, por reducción de las vacilaciones. Todavía en tiempo de Jaime I se hallan el palado de seis, los dos, tres y cuatro palos. Sólo durante el reinado de Pedro el Ceremonioso se impondrá definitivamente la forma de los cuatro palos. Para comprender esta situación, recordaremos lo dicho acerca de los dos componentes que deben distinguirse en las representaciones armeras anteriores a los cambios acaecidos en el siglo XIV d. C.: la señal, formas y colores que caracterizan al emblema y lo diferencian de otros, y la pauta de presentación, regida por consideraciones estéticas apropiadas a la superficie a cubrir y por imitación.
Menéndez Pidal de Navascués, Faustino, El escudo de España, 2004, pág. 141.

 Siguiendo una hipótesis de contabilidad de los palos en función de los territorios adscritos, hoy rechazada por los expertos en heráldica, se adujo para estas variaciones razones de índole política. Por ejemplo, se decía que Ramón Berenguer III "el Grande" (1097-1131) usaba en sus sellos tres palos, por haber reunido los condados de Barcelona, Besalú y Provenza, pero no hay testimonios del blasón en esta época, pues el más antiguo documentado es de la primera mitad del siglo XIII d. C. en una moneda de Provenza, ya de Ramón Berenguer V. En los reales de plata de Martín el Humano (1356-1410) se representa un escudo losanjado con dos palos, con la leyenda «+ Valencie: Maioricarum: Sar», sin citar otros reinos. Por su parte, se especuló también con que Juan II (1458-1479) incluye seis palos dado que el monarca tuvo bajo su cetro a Navarra, Aragón, Sicilia, Valencia, Mallorca y los condados de Barcelona, Urgel y Rosellón, equivalentes ya al Principado de Cataluña. Sin embargo, Faustino Menéndez Pidal de Navascués, en el libro del Centro de Estudios Políticos y Constitucionales, Símbolos de España, considera que tanto la leyenda de las huellas ensangrentadas, como la teoría de la contabilidad de los palos, son hipótesis contrarias a la emblemática:

El olvido de la situación emblemática condujo a hipótesis tan en pugna con ella como el invento de Beuter de las huellas ensangrentadas, los «cetros» en número variable de Narciso Sentenach, o el sentido «hermético» de los palos.
Símbolos de España, Madrid, Centro de Estudios Políticos y Constitucionales, 2000, capítulo «Los reyes de Aragón», págs. 95-138. ISBN 978-84-259-1110-1

En Leones y castillos: emblemas heráldicos en España (Real Academia de la Historia, 1999), Menéndez Pidal de Navascués afirma con respecto a la pretendida hipótesis de la contabilidad de los palos de gules: 

El número de los palos que tienen las armas de Aragón [...] demuestra una vez más que era variable, en razón con el tamaño de la superficie a cubrir, y de ninguna manera existió esa extraña contabilidad que algunos han dicho, según la cual se iban añadiendo palos, como en un ábaco, al incorporar nuevos estados a la Corona.

### Primeros testimonios

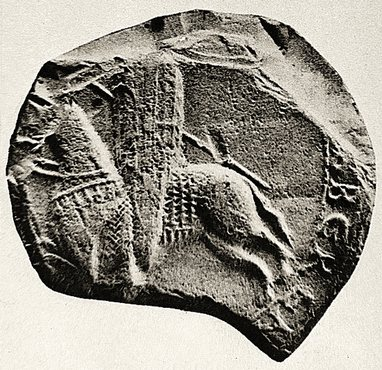
Uno de los sellos conservados de Ramón Berenguer IV. Aunque fuertemente degradado, se percibe una figura ecuestre sosteniendo, a su diestra, un escudo, blocado, con los palos, emblema personal del princeps de Aragón y conde de Barcelona como «miembro de pleno derecho de la Casa Real de Aragón» desde 1137.

No se ha hallado ninguna referencia documental anterior a la serie de siete sellos ecuestres de Ramón Berenguer IV, fechado el más antiguo en 1150. 
El primer testimonio seguro son los sellos de la cancillería de Alfonso II, hijo del anterior y de Petronila. Así, en un sello de 1186 de Alfonso II el Casto aparece el emblema en la representación ecuestre del rey figurado en las gualdrapas del caballo, en su escudo y en el pendón de su lanza, constituyendo el primer testimonio de tipo vexilológico documentado. En esta bandera las listas aparecen en disposición horizontal (frente a los guiones apreciables en las pinturas murales del castillo de Alcañiz, que disponen las franjas en vertical), a la vez que en el escudo y gualdrapas se disponen verticalmente.

#### Origen aragonés
Historiadores como Guillermo Fatás, y heraldistas como Guillermo Redondo adujeron, a partir de testimonios de Paul Kehr, que el emblema pudo inspirarse en la temprana vinculación del reino de Aragón con la Santa Sede y en los colores rojo y oro propios del papado documentados en los hilos de las cintas de lemnisco de los que pendían sus sellos y son visibles hoy todavía en el conopeo, ya que Sancho Ramírez viajó a Roma en 1068 para infeudar la Casa de Aragón al papa, vasallaje que obligaba al rey de Aragón a pagar un tributo de 600 marcos de oro al año. 
Al respecto de la posible vinculación entre los colores pontificios y los del Señal Real de Aragón, Armand de Fluvià, en Els quatre pals: l'escut dels comtes de Barcelona, enumera varias versiones -sin confirmarlas- que afirmaban que el rey Pedro II de Aragón había tomado los colores del ombrellino o conopeum del papa para usarlos como sus armas a partir de su visita a Roma de 1204, concretamente las de Joan de Montsó (1393) y la más moderna de Domènech i Montaner (1922), añadiendo que «ninguna de las dos versiones es cierta, puesto que tenemos sellos de nuestros soberanos con el señal de los palos antes del 1204». Faustino Menéndez Pidal también considera que esa explicación es insostenible y apunta como más verosímil que la coincidencia de colores fuese en sentido contrario, habiendo sido estos adoptados por el papado tras dicha visita del rey Pedro el Católico, que era nieto de Ramon Berenguer IV, tal como se indica en la crónica Gesta comitum barchinonensium.

#### Origen barcelonés

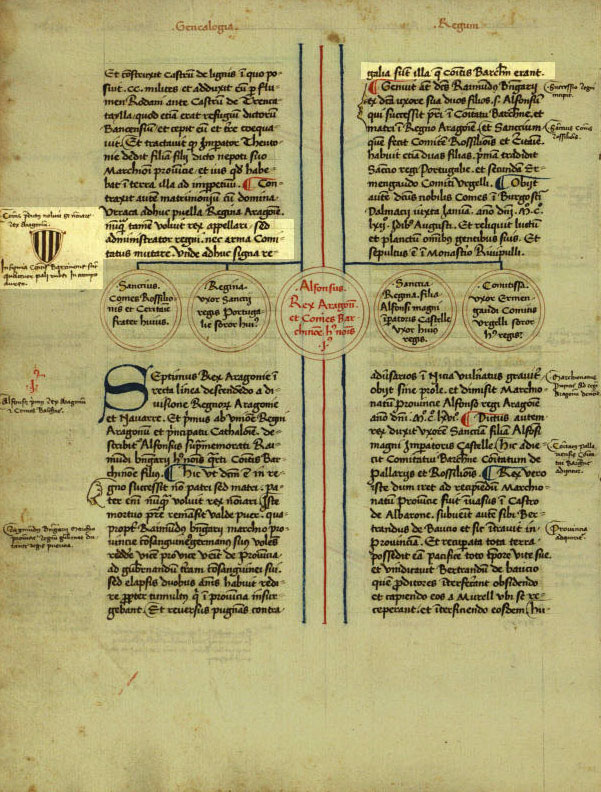
Ilustración de la Genealogia regum Navarrae et Aragoniae et comitum Barchinonae, manuscrito de 1380 de fray Jaime Domenech sobre la genealogía del rey Juan I de Aragón. En uno de sus pasajes se refiere a Ramón Berenguer IV: «nunca fue llamada rey sinó administrador del reino, ni cambió la armas condales, de manera que el Señal Real es aquel que era del conde de Barcelona». Este texto, aproximadamente doscientos años posterior a la aparición de los primeros testimonios heráldicos de este blasón en el sello de Ramón Berenguer IV como «emblema personal [...] de un miembro de la Casa de Aragón, dentro de la cual se hizo símbolo hereditario a partir de su adopción por los tres hijos de aquél, Alfonso, Pedro y Sancho.», es empleado por Armand de Fluvià i Escorsa en Els quatre pals: L'escut dels comtes de Barcelona para defender la teoría del origen barcelonés del emblema. La monografía del Asesor de Heráldica de la Generalidad de Cataluña es presentada por su prologuista la doctora Eulalia Durán como "llibre de presa de posició sobre aquest tema i que entra així en la polèmica (...)" (Fluvià, op. cit. pág. 6), por lo que, según Alberto Montaner Frutos, nos encontraríamos ante «una obra de tesis» que es «más que un estudio histórico propiamente dicho, un discurso apologético». Montaner Frutos señala que el comienzo de la atribución del emblema a la Casa de Barcelona anterior a la unión dinástica proviene de lo que denomina «La doctrina de Pedro IV», quien durante su reinado estableció una nueva interpretación de los orígenes de las armas de los palos de gules según la cual el blasón de la dinastía de los antiguos reyes de Aragón, que Pedro IV el Ceremonioso «consideraba erróneamente extinguida en Petronila», habría sido la Cruz de Íñigo Arista, que habría sido sustituido por los palos, procedentes de la Casa de Barcelona. De modo que a partir del «la nueva interpretación se afianzará para las armas regias» y se transmite en las obras que tratan el tema en la Baja Edad Media y el. Montaner Frutos previene contra la utilización de estas fuentes, que solo dan cuenta de «las creencias usuales de su época y carecen de validez».

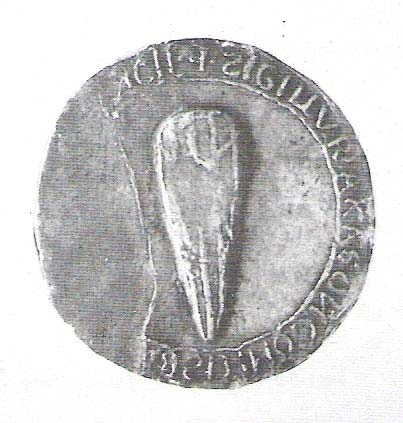
Sello de Milhau (1187) con la bloca. Concedido por Alfonso II de Aragón, los cónsules de Milhau encargaron un sello circular y dispusieron el escudo real solo, aunque con diseño todavía de arma de guerra, con su bloca, copiado de los sellos de Ramón Berenguer IV o de sus hijos menores, no de los que usó Alfonso II. La leyenda identifica al titular: Sello del rey de Aragón conde de Barcelona y marqués de Provenza «+SIGILLU(M) R(EGIS) ARAGON(ENSIS) COMITIS BA[RCHINONENSIS ET MARCHIONIS PROVI]NCIE». En este sello de Milhau se halla la más antigua representación del emblema de los palos de gules como escudo de armas exento y no formando parte de una representación del rey.

Se adujo como prueba de su vinculación a la casa condal barcelonesa un sarcófago de 1082 de Ramón Berenguer II, donde aparecen 15 palos de oro y gules, lo que ha llevado a pensar a algunos heraldistas (Fluvià) que este es el origen de las cuatro barras. Sin embargo según argumentan otros heraldistas como Alberto Montaner Frutos y Faustino Menéndez Pidal de Navascués, esta sería una decoración añadida con motivo de su traslado en 1385 al interior de la Catedral de Gerona por iniciativa de Pedro IV de Aragón, por lo que la pintura aludida sería 300 años posterior. Y sostienen que la pintura no habría podido conservarse a la intemperie en su emplazamiento original durante tres siglos.
Defendiendo la tesis de un origen catalán para el emblema en su obra Els quatre pals: L'escut dels comtes de Barcelona el Asesor de Heráldica de la Generalidad de Cataluña Armand de Fluvià aporta acumulativamente documentación originada en el escritorio real de Pedro IV de Aragón, que introdujo la idea del origen barcelonés del Señal Real. Así, en sus Ordenaciones de la Casa y Corte se lee que la Cruz de Íñigo Arista era el señal antiguo del rey de Aragón («senyal antich del rey Daragó») mientras que la Cruz de Alcoraz eran las armas de Aragón («les armes Darago que son aytals una creu per mig del escut e a cascun carté un cap de sarray»). También se señala en el capítulo 33 de la Crónica de San Juan de la Peña (obra del taller de Pedro IV el Ceremonioso), que en la versión en aragonés empieza con el epígrafe: «De como el rey don Alfonso deixó armas de Aragón et priso bastones», que Alfonso II de Aragón, hijo del conde de Barcelona Ramón Berenguer IV y la reina Petronila de Aragón: «mudó las armas e seynnales de Aragón e prendió bastones». De igual forma se expresa en la Genealogia regum Navarrae et Aragoniae et comitum Barchinonae, genealogía del rey Juan I de Aragón, donde se explicita que el conde de Barcelona Ramón Berenguer IV ni fue rey, ni cambió las armas condales, y que, de este modo, el Señal Real sería el del conde de Barcelona. Fluvià también cita como referencia a la reina consorte del rey Martín I de Aragón, María de Luna, quien afirmó que el señal del condado de Barcelona eran las barras amarillas y rojas, así como otros ejemplos vexilográficos, literarios e iconográficos. Esta obra ha sido contestada por autores como Montaner Frutos señalando que su tesis principal contiene falacias argumentativas, con saltos cualitativos y ampliaciones abusivas del sentido en las premisas e invalidando su conclusión, además de incluir paralogismos y razonamientos capciosos, y añade que «todo lector medianamente advertido y sin prejuicios los reconocerá sin problemas».

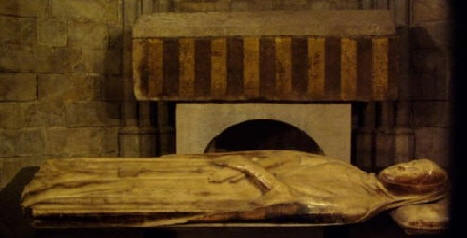
Primitiva tumba de la condesa Ermesenda de Carcasona (fallecida en 1058). Sarcófago tallado en piedra de la segunda mitad del, cuya lateral fue pintado a franjas verticales alternas de hematites y oro fino en fecha indeterminada (Catedral de Gerona). Según Menéndez Pidal de Navascués, tras el descubrimiento de los sepulcros interiores del sarcófago de Ramón Berenguer II y el atribuido a Ermesenda de Carcasona, «se intentó presentar el hallazgo como la prueba definitiva del origen de los palos en los condes de Barcelona anteriores a Ramón Berenguer IV» haciendo un análisis de los pigmentos y, sin más base que la de encontrar que eran los usuales en el, el informe del director del Museo de Arte de Cataluña J. Ainaud de Lasarte dio por buena una datación a fines del o comienzos del, pese a que lo único que habría sido prueba concluyente es que dichos pigmentos no fueran usuales también en el, en el momento en que Pedro IV el Ceremonioso ordenó construir un sepulcro exterior para esta tumba. La única conclusión que cabe hacer es que las pinturas no son posteriores a 1365, teniendo en cuenta, además, que dado que están muy bien conservadas sin haber experimentado repintes, y se hallaban prácticamente a la intemperie en su emplazamiento a la entrada de la catedral desde el al, estas pinturas se habrían deteriorado de ser de época de Ramón Berenguer II. Por último, de considerar una datación de época románica para esta decoración, sería necesario admitir que existía el emblema de los palos de oro y gules en el y que en aquel tiempo se utilizaban en las tumbas, lo cual Faustino Menéndez Pidal de Navascués juzga «aún más difícil, sobre todo para un emblema de tipo geométrico». Y concluye que «no existe, por supuesto, ningún caso semejante, sea conocido por prueba material o por referencia». Armand de Fluvià i Escorsa, Asesor de Heráldica de la Generalidad de Cataluña, reconoce que «és cert que hom no pot afirmar rotundament que [les pintures] siguin de l'època de la mort dels comtes» ('es cierto que nadie puede afirmar rotundamente que [las pinturas] sean de la época de la muerte de los condes').

También advierte contra la utilización acumulativa de testimonios, como la de sellos de autoridades catalanas, cuyo significado denota que son oficiales del rey o pertenecientes a instituciones reales, frente a la cruz de San Jorge, que fue el emblema de la Diputación del General de Cataluña. Se obvian también otros documentos que indican la adscripción de la Cruz de San Jorge al conde de Barcelona, como una miniatura del primer tercio del siglo XIV d. C. de los Usatges de Barcelona (El Escorial, Biblioteca del Monasterio, ms. Z-III-14) en que se figura a Ramón Berenguer I y «trae en su escudo, sobreveste, yelmo, pendón y vaina de la espada, así como en las gualdrapas del caballo, la cruz llana de gules en campo de plata, emblema de la ciudad [de Barcelona], aquí atribuido a su señor como armas personales.» Así, se cita la referencia de María de Luna de época de Martín I el Humano (comienzos del siglo XV d. C.), que adscribe las armas de gules y oro al condado de Barcelona y se evita citar los abundantes ejemplos que hay de la adscripción de la cruz de San Jorge para este condado, sin distinguir claramente, además, significados dinásticos, de dignidad de rey y territoriales en los ejemplos aducidos. Tampoco parece vislumbrarse una interpretación unívoca en esta época, pues un documento de 1392-1395 escrito por Joan de Montsó como dedicatoria al futuro Martín I el Humano señala:

[...] pens quels vostres predecessors de la casa de Aragó aygen preses .IIII. barres vermelles per llurs armes [...] (pienso que vuestros predecesores de la casa de Aragón hayan tomado cuatro barras rojas por sus armas [...])
Joan de Montsó en una dedicatoria al futuro Martí I el Humano, c. 1392-1395. Apud Montaner, loc. cit., pp. 12-13.

En el texto citado, una reflexión acerca de los palos parte del supuesto de que quienes los tomaron fueron sus predecesores de la Casa de Aragón.

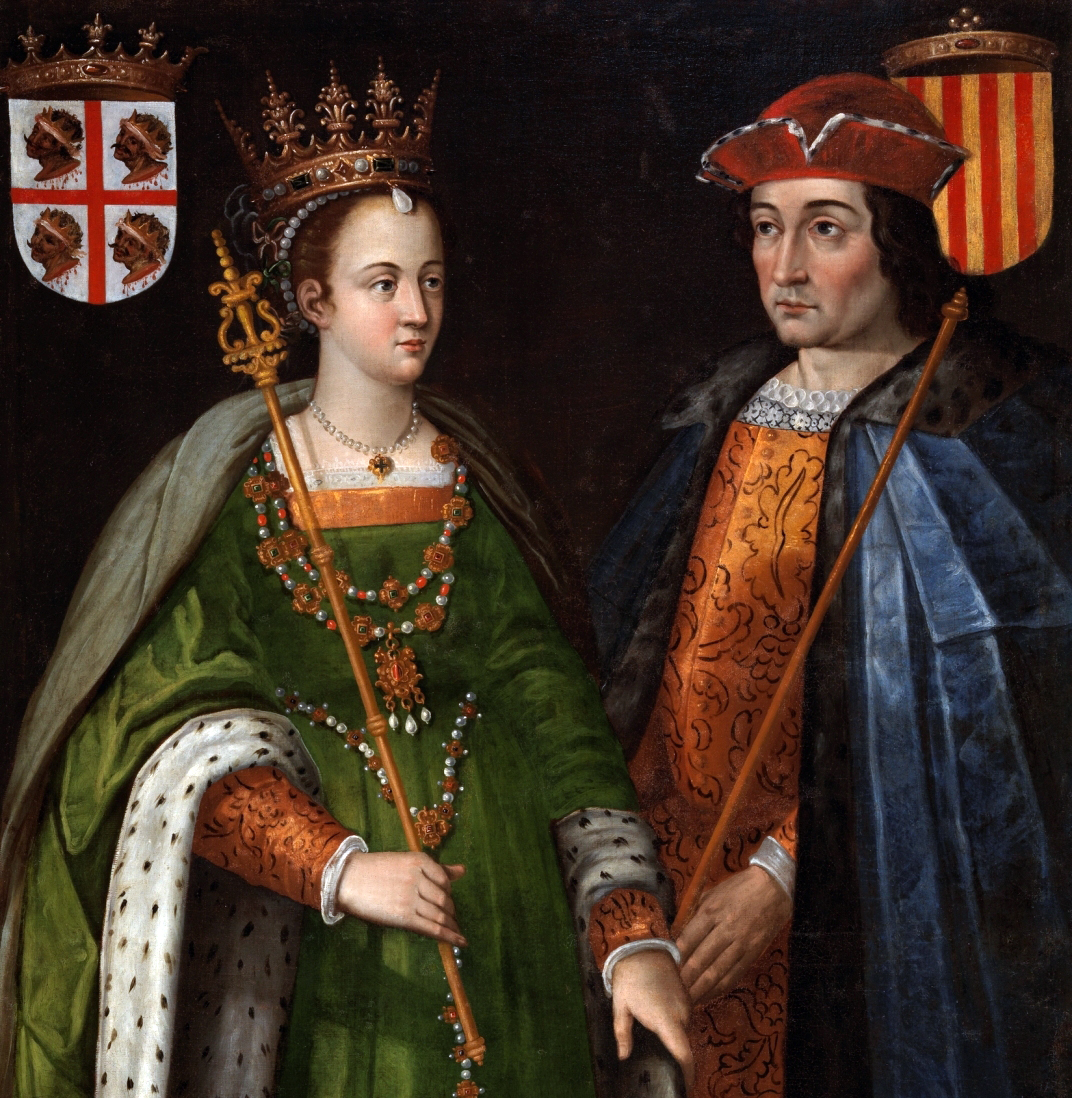
Retratos de la reina Petronila de Aragón y el conde Ramón Berenguer IV de Barcelona del conservado en el Museo del Prado, copia de un original de Filippo Ariosto de 1586. En la imagen, los palos de Aragón aparecen junto a Ramón Berenguer IV, timbrados con una corona de conde, mientras que junto a la reina Petronila, aparece el escudo llamado «Cruz de Alcoraz», que en la Edad Moderna se difundió como emblema privativo y territorial de Aragón. Esta obra es empleada en apoyo de las teorías que se basan en el origen territorial de la Señal Real.

El origen barcelonés de la Señal Real fue aceptada como cierta por los cronistas medievales y renacentistas aragoneses, valencianos y catalanes posteriores, quienes la difundieron durante los siguientes siglos.

##### Leyenda de Wifredo
Los historiadores Martín de Riquer y Menéndez Pidal de Navascués atribuyen al historiador valenciano Pere Antoni Beuter (1490-1555), en su obra Segunda Parte de la Crónica General de España, impresa en Valencia en 1551, la invención de la leyenda muy difundida que atribuye el origen de las barras de gules en campo dorado a un episodio épico de la biografía del conde Wifredo el Velloso, «Guifré el Pilós», fundador de la casa de Barcelona. Según este relato, Wifredo, tras contribuir en combate a una victoria franca sobre los normandos, recibió del emperador franco Luis el Piadoso un escudo amarillo en premio sobre el cual, el mismo rey pintó, con los dedos manchados de sangre de las heridas del conde, los cuatro palos rojos. 
El texto de Beuter dice así:

...pidió el conde Iofre Valeroso al emperador Loís que le diesse armas que pudiesse traher en el escudo, que llevava dorado sin ninguna divisa. Y el emperador, viendo que havía sido en aquella batalla tan valeroso que, con muchas llagas que recibiera, hiziera maravillas en armas, llegóse a él, y mojóse la mano derecha de la sangre que le salía al conde, y passó los quatro dedos ansí ensangrentados encima del escudo dorado, de alto a baxo, haziendo quatro rayas de sangre, y dixo: «Éstas serán vuestras armas, conde». Y de allí tomó las quatro rayas, o bandas, de sangre en el campo dorado, que son las armas de Cathaluña, que agora dezimos de Aragón.

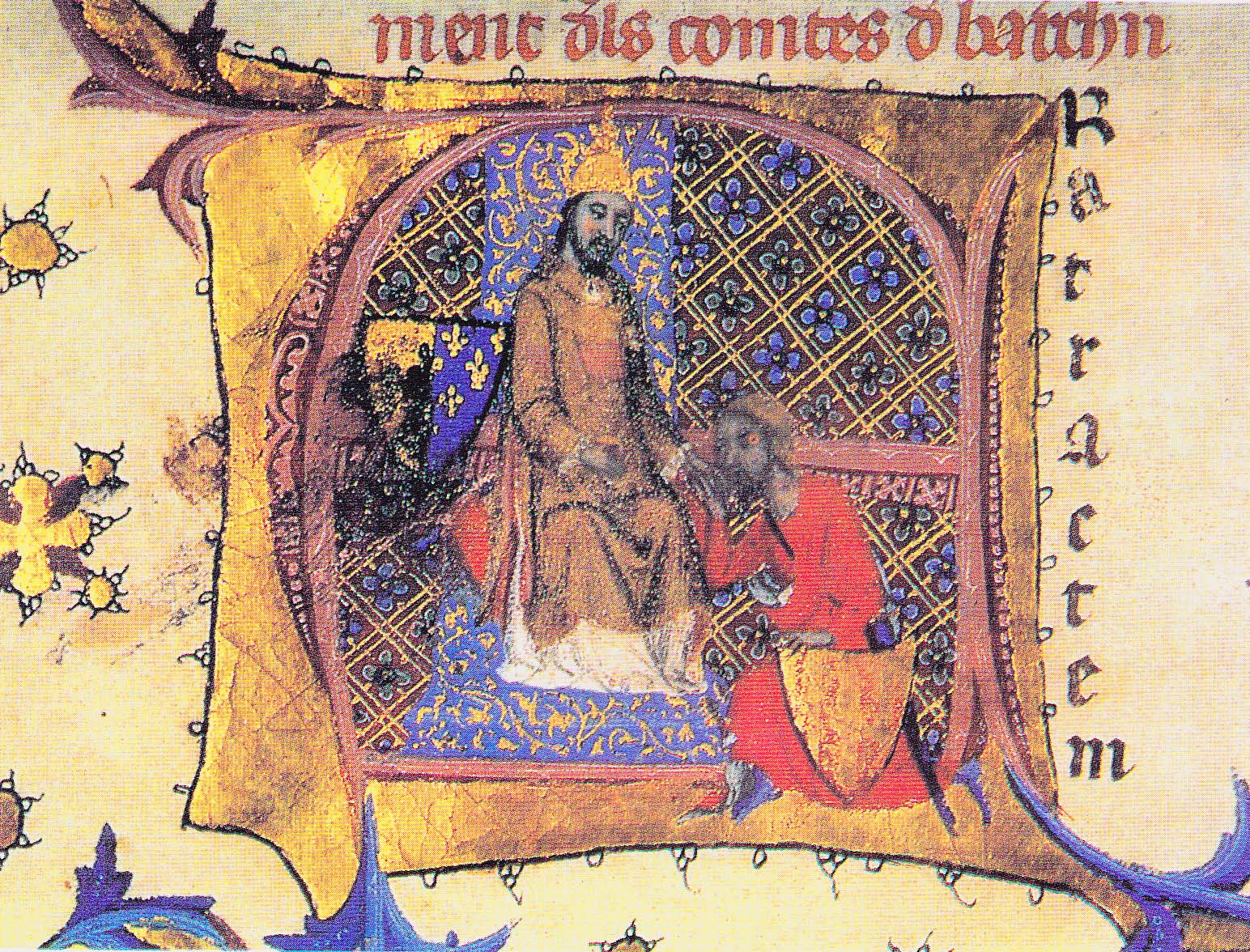
Crónica de San Juan de la Peña. Inicial miniada (letra A) que representa al conde Guifredo identificado por sus armas, de oro quatro palos de gules, prestando homenaje al rey de Francia por el condado de Barcelona. Se trata de una de las representaciones anacrónicas elaboradas en el scriptorium de Pedro IV el Ceremonioso en el, puesto que Carlomagno y el conde de Barcelona Wifredo el Velloso (o su padre, el Wifredo de Arriá de la leyenda) no fueron contemporáneos, y en esa época no existían los escudos heráldicos.

Esta leyenda tal cual, carece de fundamento histórico, pues ni el uso heráldico ni el emperador fueron contemporáneos de Wifredo. Martín de Riquer y Faustino Menéndez Pidal de Navascués consideran que Beuter adaptó para su relato una crónica de la Demanda del Santo Grial en la que se describen las armas de los Córdoba de Castilla, que empleaban también palos rojos en su escudo. Posteriormente, el emperador de la leyenda fue sustituido por Carlos el Calvo en un intento de hacerla más verosímil cronológicamente. El motivo legendario de los dedos ensangrentados aparece como explicación de algunos "mon" japoneses.
El heraldista Armand de Fluvià también señala que dicha acción bélica es «pura invención» y que la concesión de armas al conde Wifredo «no resiste ningún análisis histórico dado que la heráldica todavía no existía en el siglo IX d. C.», concluyendo que con anterioridad a Beuter «no se halla ningún rastro de esta leyenda en la historiografía catalana». Se ha argumentado que la vinculación entre el conde Wifredo y el Señal Real puede remontarse a una inicial miniada de la versión regia en catalán de la Crónica de San Juan de la Peña donde aparece el conde Wifredo de Arriá (padre legendario de Wifredo el Velloso) rindiendo vasallaje al emperador Carlomagno, y donde portan los escudos reales. Generalmente, como otras miniaturas europeas, refieren al emperador tres flores de lis aunque está demostrado que nunca usó, pues fue anterior a los usos heráldicos. Del mismo modo, otros historiadores invalidan la presencia de los palos en el escudo de Wifredo, ya que concluyen que se debe a que la crónica fue hecha en el taller de Pedro IV en la segunda mitad del siglo XIV d. C., por lo tanto, no coetáneo.

## Historiografía

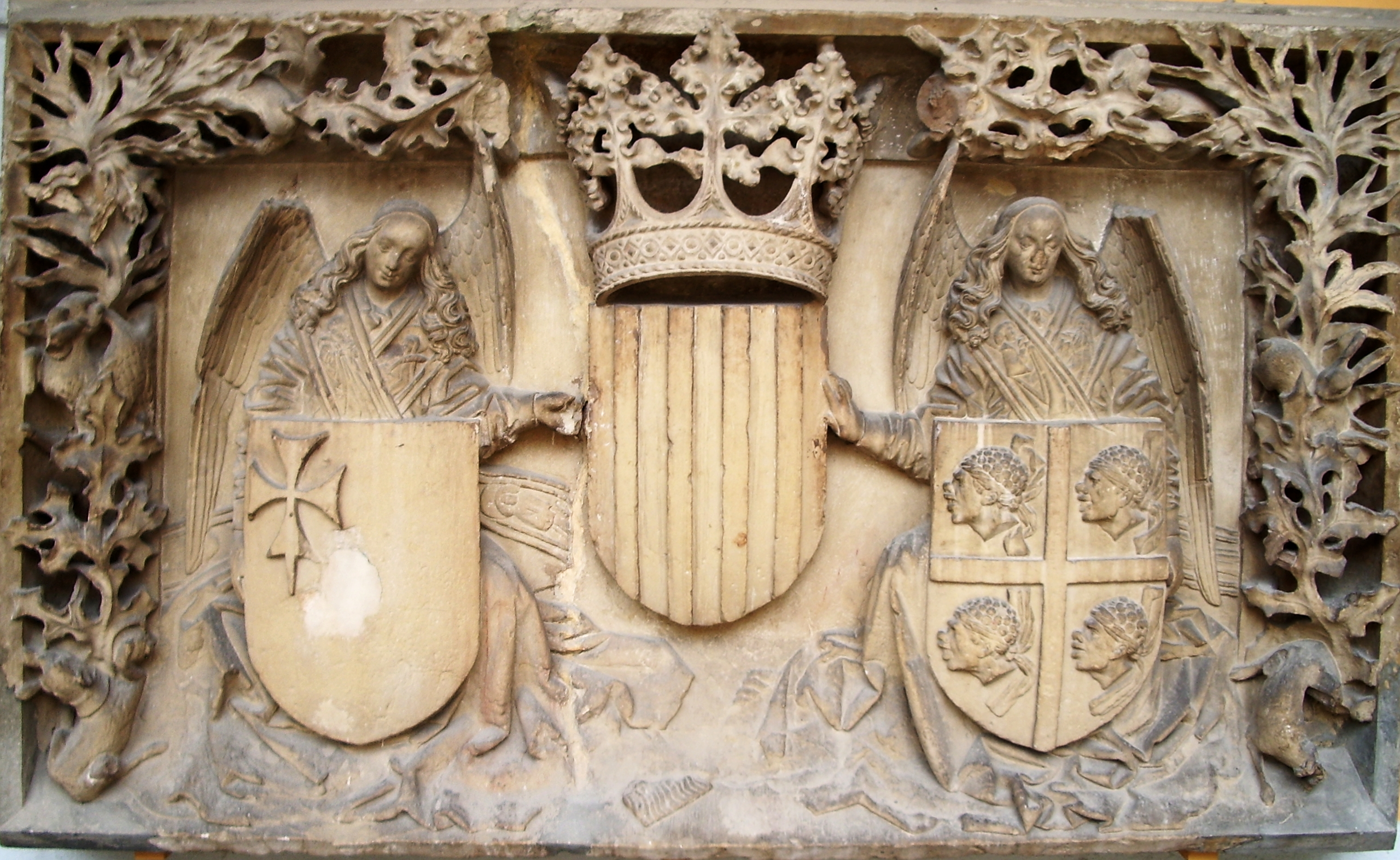
Labra heráldica en la Generalidad de Aragón (h. 1450), donde se aprecia en el centro el señal real junto a otros escudos que representaban a mediados del al Reino de Aragón privativo, como el denominado «de Íñigo Arista», que constituyó una novedad heráldica introducida en el por Pedro IV el Ceremonioso y consideró, en sus propias palabras, «señal antiguo del Rey de Aragón».

El origen catalán del emblema (que como se dijo, parte de las creencias de Pedro IV y se difundió a partir de sus innovaciones heráldicas) está presente en cronistas del siglo XVI d. C., como Jerónimo Zurita, al comentar las concesiones debidas al enlace, en lo que, partiendo de documentación medieval, encuentra que el conde no sería rey sino príncipe (de princeps, quien ejerce el mando), y Petronila fuera reina, «y que las armas reales fuesen las de los condes de Barcelona que son cuatro bastones rojos en campo de oro». Zurita no duda de lo primero, aunque sí sobre las armas, pues afirma haber visto la «Cruz de Alcoraz» en algunos de los sellos y divisas de los reyes de Aragón desde los tiempos de su nieto Pedro II de Aragón (confundiendo, tal vez, a Pedro II con Pedro III). Dado el estado de la cuestión de su época, transmite (como otros de sus contemporáneos), la creencia en un origen condal de los bastones y debido a esto, Zurita creyó que los descendientes del matrimonio simplemente habrían dado preferencia a las armas propias del condado y no a las que heredaban de Petronila (cruz de gules en campo de plata con cuatro cabezas de reyes moros, es decir la Cruz de Alcoraz que, como es sabido actualmente, jamás pudo usar Petronila ni sus ancestros, pues es un emblema que instituye Pedro III de Aragón en 1281, probablemente como emblema personal alusivo al espíritu de cruzada), por «descender los reyes por línea de varón de aquellos príncipes». La historiografía de la Edad Moderna, a partir de él, contribuyó a perpetuar esta adscripción, rechazada en los recientes trabajos de Alberto Montaner Frutos y otros destacados historiadores y genealogistas.

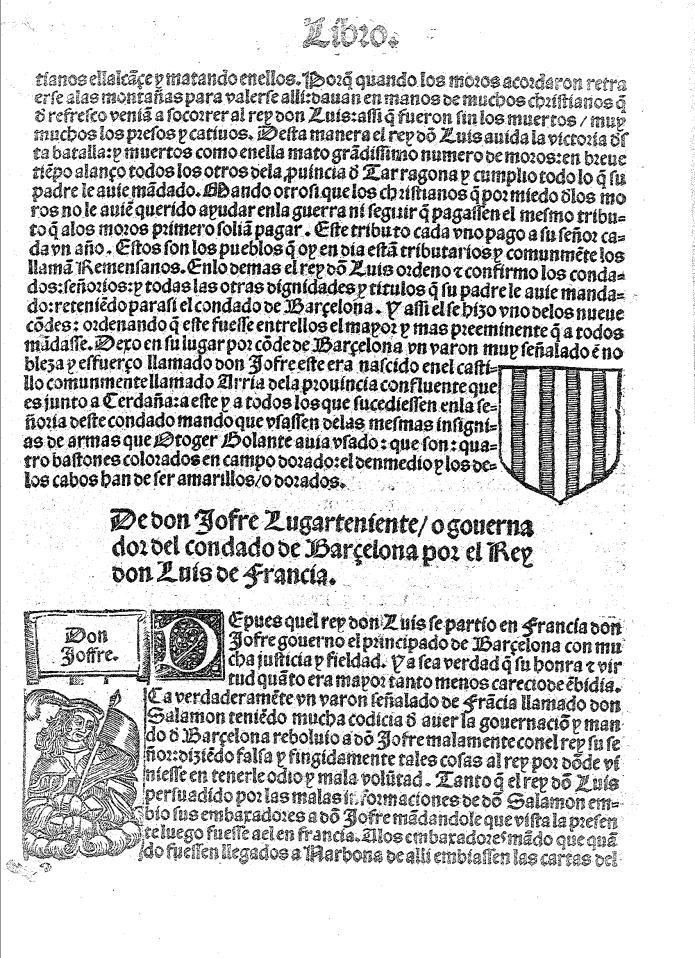
Desde el, y en numerosas crónicas, armoriales y genealogías, se difunde la creencia de la época que atribuía las armas de gules y oro a los condes de Barcelona. Así, Juan de Molina en «Cronica D´Aragon» (1524) afirmaba: «colorado y amarillo que son las armas del condado de Barcelona» (fol. XXV), remontando su uso a los tiempos de Wifredo el Velloso (fol. XVII). Montaner Frutos previene contra el «el uso, anacrónico y abusivo, del criterio de autoridad» otorgado a las crónicas del.

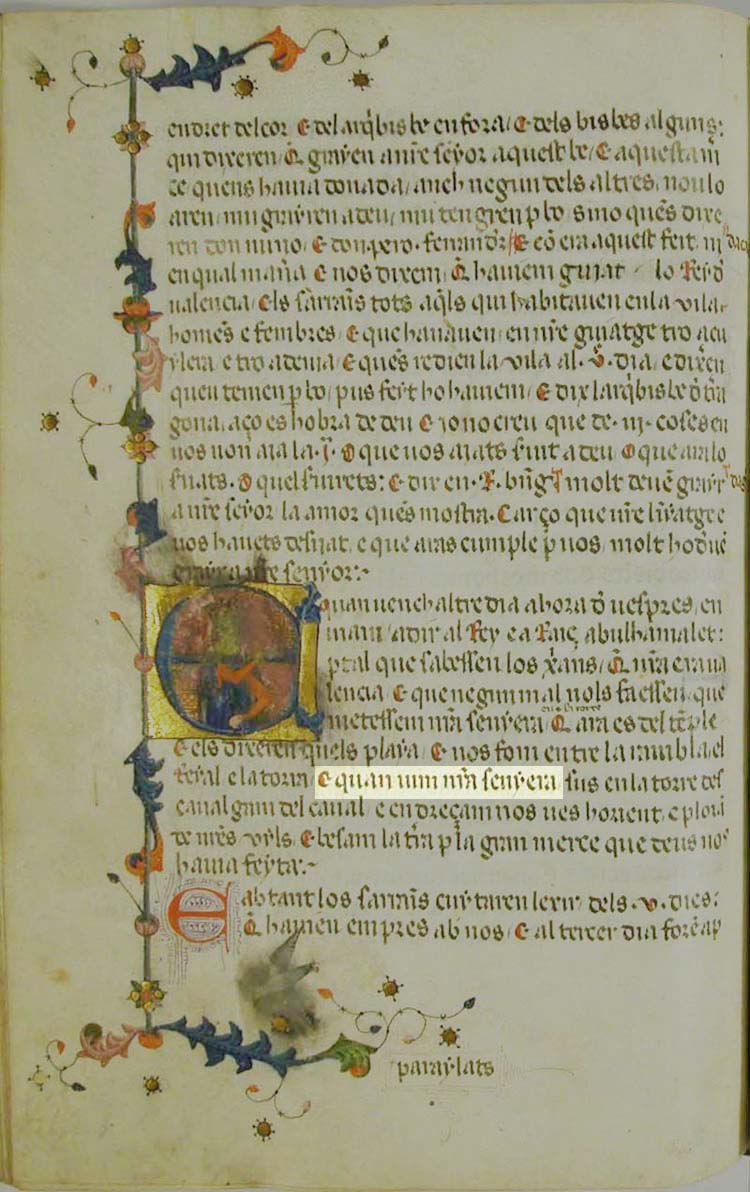
«E quan vim nostra senyera». Caída de Madina Balansiya. Miquel Coll i Alentorn señala que la denominación de «senyera» ya aparece en la Crónica del rey Jaime I de Aragón, y fue usada a lo largo de la Edad Media en la Crónica de Ramón Muntaner y en la Crónica del rey Pedro IV de Aragón. (Ms.1 BC, fol. CXXv; Real Monasterio de Poblet, copista Celestino Destorrents, 1343). El término senyera, se dio al Señal Real por antonomasia en los territorios no castellanoparlantes de la Corona de Aragón.

Montaner Frutos atribuye la confusión sobre el origen condal al estudio que la Renaixença hizo en el siglo XIX d. C. de estos símbolos utilizando historiografía del siglo XVI d. C. y apoyada en la creencia de que Pedro IV tenía conocimientos heráldicos rigurosos en siglo XIV d. C.. Según este autor «La documentación medieval de cualquier procedencia habla tan sólo de la Casa de Aragón y se refiere al monarca reinante como "el rey de Aragón", salvo que se emplee la intitulación completa» y, por tanto, estas armas, que fueron en el siglo XII d. C. y primera mitad del XIII d. C. exclusivamente familiares, representaban la pertenencia de sus portadores al linaje de la Casa de Aragón. En cuanto al origen del emblema, si no hay duda de que «el primer poseedor de los palos de oro y gules fue Ramón Berenguer IV, no puede haberla tampoco de que ese emblema personal lo era entonces (1150) de un miembro de la Casa de Aragón». De este modo, tanto Montaner Frutos como Guillermo Fatás y Guillermo Redondo concuerdan en que los conciertos matrimoniales entre Ramón Berenguer IV y Ramiro II de Aragón establecen que el conde de Barcelona «pasaba a ser un miembro más de la Casa de Aragón y de su linaje, a todos los efectos». Sin embargo, dos siglos más tarde, el rey Pedro IV difundió que las armas de los palos de gules en campo de oro tenían origen condal, pues no atendió al derecho por el que se regulaba la sucesión dinástica en los acuerdos de esponsales de Petronila y Ramón Berenguer y la documentación posterior emitida por aquella, que firmó como reina de Aragón y condesa de Barcelona en su abdicación de 1164.

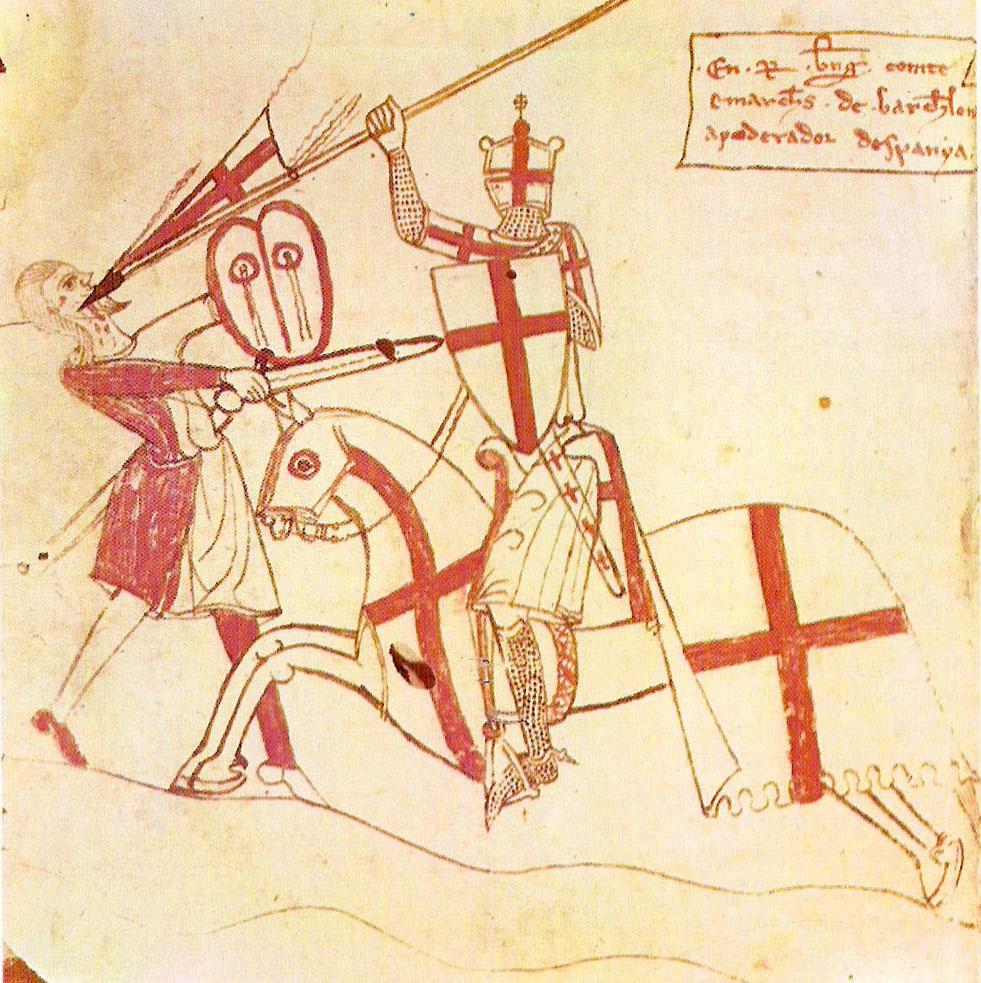
El conde de Barcelona Ramón Berenguer I con la Cruz de San Jorge como armas personales. Usatges de Barcelona, 1300-1333. Ms. Z-III-14 de la Biblioteca de El Escorial.

Las armas familiares, a partir de la segunda mitad del siglo XIII d. C. pasan a denotar dignidad, y de expresar solo la pertenencia a una estirpe, pasan a simbolizar la autoridad de Rey de Aragón. Según este nuevo significado, el emblema de los palos de gules identifica a quien ostenta dicho título y potestad, y es así como surge en esta época la designación habitual en la documentación medieval, que se refiere al símbolo como «señal real» (habitualmente escrito signum regium y «senyal reyal»), esto es, del rey titular de Aragón, como dignidad prioritaria cuando no se utilizaba la intitulación extensa, ya que el título de rey de Aragón es el principal de esta Casa, que utilizaron todos los reyes de Aragón arriba mencionados, incluyendo a Martín I el Humano o Alfonso V el Magnánimo.
Con el advenimiento del Estado moderno, las distintas dignidades privativas que ostentaba en los diversos estados que componían el patrimonio del rey (rey de Aragón, rey de Valencia, conde de Barcelona), y que habían desarrollado instituciones propias, como las Generalidades, pasan a ser representadas por emblemas territoriales puesto que «se tenderá a identificar la dignidad que implica el título (desligado conceptualmente de un individuo concreto) con el territorio que abarca su dominio.» El señal real comienza a despersonalizarse y a convertirse en un símbolo abstracto que representa a un territorio a partir de fines del siglo XV d. C.. Por esta razón, desde esta época la Señal Real de Aragón será el símbolo de toda la Corona. Es en este momento, también, cuando los estados privativos de Aragón, Valencia y Cataluña empiezan a ser representados por el emblema de los palos de gules en campo de oro, aunque alternándolo (puesto que la significación asociable al rey no se perderá hasta después de la Revolución francesa) con otros: en Aragón con la Cruz de Arista y la Cruz de Alcoraz; en Valencia con el de la ciudad sobre las aguas y en Cataluña con la Cruz de San Jorge.

## Difusión y uso contemporáneo
Con el proceso de territorialización (feudalización), de los emblemas heráldicos, el Señal Real fue adoptado progresivamente por los cuatro territorios principales de la Corona aragonesa así como por familias, instituciones y muchas de sus villas y ciudades. Durante el proceso de formación de las comunidades autónomas a finales de los años 1970, varias de ellas basándose en estos antecedentes, adoptaron oficialmente símbolos heráldicos derivados del Señal Real:
- Aragón (Ley 2/1984, de 16 de abril): los cuatro palos se inscriben en una composición cuartelada y figuran en el cuarto cuartel.
- Islas Baleares (Ley 7/1984, de 21 de noviembre): el Señal Real aparece brisado (diferenciado) por una cotiza de azur, puesta en banda.
- Cataluña: Cataluña no adoptó de manera oficial escudo de armas, si bien puede representarse como el Señal real timbrado con una corona real (habitualmente dibujada con diademas o cerrada). En cambio, la Generalidad adoptó por emblema oficial el tradicional de esta institución, que es el de los cuatro palos en un contorno ovalado o circular.
- Comunidad Valenciana (Ley de la Generalidad Valenciana 8/1984, de 4 de diciembre): reproduce la heráldica personal de Pedro el Ceremonioso, caracterizada por el ornamento exterior de la Cimera del dragón.

Aragón
Islas Baleares
Cataluña
Comunidad Valenciana

- Numerosos municipios de las anteriores comunidades y en otros muchos de España emplean los «cuatro palos» para los blasones que los identifican.

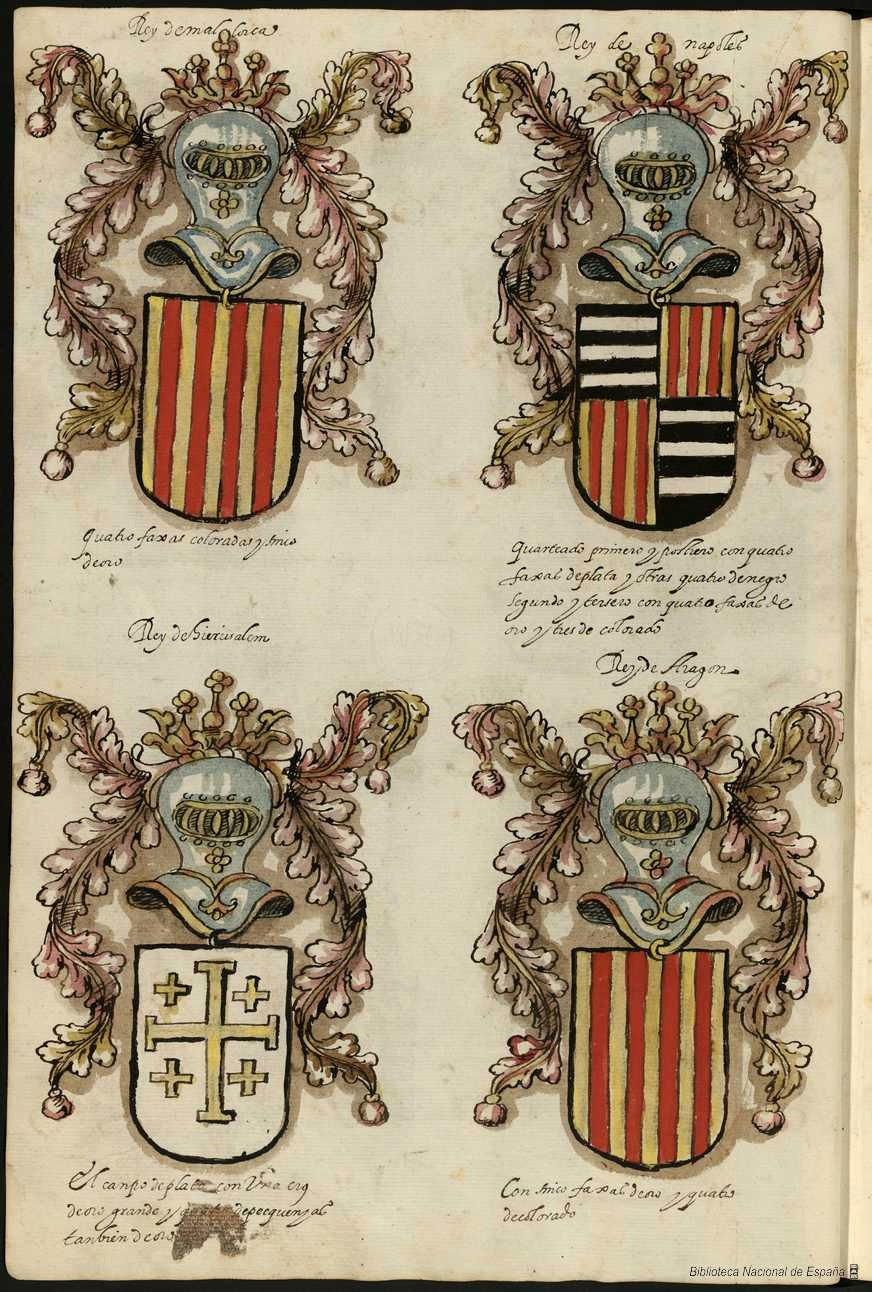
Armorial español del. Se representan armas del rey de Mallorca, el rey de Nápoles, el rey de Jerusalén y el rey de Aragón.

Otros ciudades y territorios, fuera de los anteriores, que las utilizan son:
- Andorra
- El departamento francés de los Pirineos Orientales
- El departamento francés de Lozère
- La región francesa de Languedoc-Rosellón
- La región francesa de Provenza-Alpes-Costa Azul
- La ciudad italiana de Alguer
- La provincia italiana de Reggio Calabria
- La provincia italiana de Catanzaro
- La provincia italiana de Lecce
- La ciudad española de Sangüesa:  el escudo actual data de 1312, cuando el Luis X de Francia, satisfecho con la victoria de los sangüesinos sobre las tropas aragonesas, concedió a esta ciudad navarra que en su escudo, al lado del castillo que hasta entonces se usaba como escudo, se incorporara un segundo cuartel blasonado con las cuatro barras rojas de Aragón.[80]
- La ciudad italiana de Nápoles: su distintivo tanto heráldico como vexilológico es la combinación de oro y gules, cuyo origen está en el control de la ciudad por los monarcas de la Corona de Aragón.

Además, utilizan este símbolo diversas entidades, como la orden de la Merced, la Brigada Paracaidista del Ejército de Tierra de España y clubes deportivos de las ciudades y regiones anteriores.
En conclusión, puede decirse que en la actualidad varios territorios provenzales en el sur de Francia y cuatro autonomías españolas han mantenido el recuerdo de las armas de señal de los reyes de Aragón. Así, Aragón, Baleares, Cataluña y Valencia usan en sus escudos y banderas autonómicas este emblema en mayor o menor medida, no siempre con conformidad con la tradición y con los significados que tuvieron en el tiempo de la formación de estos signos. Así, por ejemplo, la diferencia utilizada en el Escudo de las Islas Baleares consistente en una cotiza de azur puesta en banda, proviene de la atribución al rey de Mallorca (que nunca usó este) que le adjudicaron los armoriales ingleses del siglo XIII d. C..